# 유현준 (건축가)
유현준(兪炫準, 1969년 9월 19일~)은 대한민국의 건축가이다.

## 생애
홍익대학교 건축도시대학 교수와 (주)유현준건축사사무소 대표 건축가를 맡고 있다. 연세대학교 건축공학과, 하버드 대학교 건축설계 석사, 매사추세츠 공과대학교 건축설계 석사를 졸업했다. 미국건축사 자격증을 보유하고 있다. 2013 올해의 건축 best 7, 2013 김수근 건축상 프리뷰상, 2011 CNN이 선정한 15 Seoul’s Architectural Wonders, 2010 건축문화공간대상 대통령상, 2009 젊은 건축가상 등을 수상한 바 있으며, 2011 한국현대건축작가 16인 아시아전 요코하마 전시회, 2010 한국현대건축작가 17인 아시아전 상하이 전시를 가졌다.
주요 저서로 <52 9 12>, <현대건축의 흐름, 모더니즘 동서양 문화의 하이브리드>, <도시는 무엇으로 사는가>가 있다. tvN의 알아두면 쓸데없는 신비한 잡학사전 시즌 2에 출연하며 대중에 이름을 알리기 시작했다. 2015년 1월부터 2017년 6월까지 매일경제에 “I ♥ 건축”이라는 컬럼을 매주 게재했다.

## 건축물[3]

### 국내
- 신안군 압해도 복지회관 (Void)
- 거제도 머그학동 (Mug Hakdong)
- 분당구 백현동 단독주택 (캥거루 하우스)
- 강북 삼성병원 수원건진센터 인테리어
- 강북 삼성병원 서울건진센터 인테리어
- 세종시 산성교회
- 보라매공원 환경미화원 쉼터
- 공주시 시장님주택 (쌍달리 주택)
- Seoul Creative Lab
- HUB
- 함께 일하는 재단 소셜인큐베이팅센터
- 청운대학교 본관 및 학술 정보관 현상설계
- Zoo Zoo 동물원 전시/교육/공연시설
- Floating House
- 공주시 마을공동 커뮤니티센터
- 고리 원자력 발전소 본부사옥
- Green Weaving Club House
- 공주 고도역사문화관광개발 마스터플랜 및 설계

### 'Richard Meier & Partners Architects'서의 참여작
- 165 Charles street Apartments
- Ara Pacis Museum
- Suarez Apartment
- Jubilee Church
- Gushikawa Orchid Center
- Long Island Jewish Medical Center ACT Units Cancer Center

## 저서[3]
- <52 9 12>, 미세움, 2011
- <현대건축의 흐름>, 미세움, 2009
- <모더니즘 동서양 문화의 하이브리드>, 미세움, 2008
- <Modernism: A Hybrid between Eastern and Western Culture>, Tongji University Press, 2012
- <도시는 무엇으로 사는가>, 을유문화사, 2015[4]
- <어디서 살 것인가>, 을유문화사, 2018[6]
- <당신의 별자리는 무엇인가요>, 와이즈베리, 2019
- <공간이 만든 공간>, 을유문화사, 2020 ISBN 9788932474274

## 학력[3]
- 연세대학교 건축공학과 졸업
- 매사추세츠 공과대학교 건축설계 석사 졸업
- 하버드 대학교 건축설계 석사 우등 졸업

## 자격증[3]
- 미국건축사(AIA, NCARB)

## 경력[3]
- 유현준건축사사무소 대표 건축가, 2007
- 홍익대학교 건축도시대학 건축학전공 교수, 2005~
- CJ Live City Master Architect, 2019
- 스페이스 컨설팅 그룹 (SCG) 대표 건축가, 2019~
- 홍익대학교 건축대학 학과장, 2011~2013
- 한국현대건축 아시아전 초대작가, 2010
- Richard Meier & Partners Architects 사무소
- 매사추세츠 공과대학교 건축연구소 연구원
- 매사추세츠 공과대학교 교환교수, 2010
- 스타필드 랩 컨설팅
- 병원건축의 최신동향 초청 발표자
- 한국병원경영학회 이사
- 대한민국 건축문화제 100인의 건축가 국제전시, 2013
- 대한민국 건축문화제 100인의 건축가 국제전시, 2012
- 베니스비엔날레 한국관 부커미셔너, 2012
- 청와대 리모델링 자문위원, 2009
- 대한민국 건축대전 심사위원, 2006
- 대한민국 건축문화제 초대작가, 2005~2011
- 녹색성장모델도시 세미나 초청강사, 2009
- 국회 미래도시 세미나 초청강사, 2008
- 대한건축가협회 해외협력 이사
- 한국공간디자인 학회 분과이사
- 고양시 발전기획 위원회 위원
- 서울건축학교 초청 인스트럭터, 2006~2007
- 새만금 국제관광단지 조성방안 자문위원, 2009
- SAKIA 한국건축가학교 인스트럭터, 2008
- 하버스 대학교 Loeb Hall 개인 전시회: Relative Architecture, 2002

## 수상 내역[3]
- German Design Award, 2018
- 한국건축문화대상 우수상, 2017
- 과천대로 일대 지역재생방안 연구공모전 최우수상, 2017
- Chicago Athenaeum Award, 2017
- Asian Townscape Awards, 2017
- Arcasia Awards for Architecture 아시아건축사협회 건축상, 2017
- Asian Interior Design Award, 2016
- 한국건축문화대상 본상(국무총리상), 2016
- 대한민국 공공건축상 최우수상, 2016
- 한국건축문화대상 우수상, 2015
- 대한민국 건축학회 무애건축상, 2015
- 서소문 밖 역사유적지 현상설계 참가, 2014
- 올해의 건축 best 7, 2013
- 김수근 건축상 프리뷰상, 2013
- 한국현대건축작가 16인 아시아전 요코하마 전시회, 2011
- CNN이 선정한 15 Seoul's Architectural Wonders, 2011
- 한국현대건축작가 17인 아시아전 상하이 전시회, 2010
- 건축문화공간대상 대통령상, 2010
- 젊은 건축가상, 2009
- 용산공원 아이디어 공모전 3위, 2009
- 청운대학교 도서관 현상설계 1위, 2008
- 통영도남관광지일원 개발사업 PF 1위, 2008
- 2008 초고속 엘리베이터 인테리어 디자인 공모전 2위, 2008
- 신울진 1, 2호기 직원사택 신축 현상설계 2위, 2008
- 경기도 동북부지역 아이디어 현상설계 장려상, 2008
- 고리원자력 본부사옥 신축 현상설계 1위, 2005
- 제 38회 Central Glass International Design Competition 참가, 2003
- 제 9회 Boston Society of Architects Unbuilt Architecture Competition 입상, 2000
- 제 14회 Membrane International Design Competition 3위, 1999
- Nikkei Kyushyu Office Design Award 입상, 1999
- SD Review Award 상, 1998
- Healthcare Environment Award Competition 1위, 1998